# Sint-Pieterskerk (Hognoul)

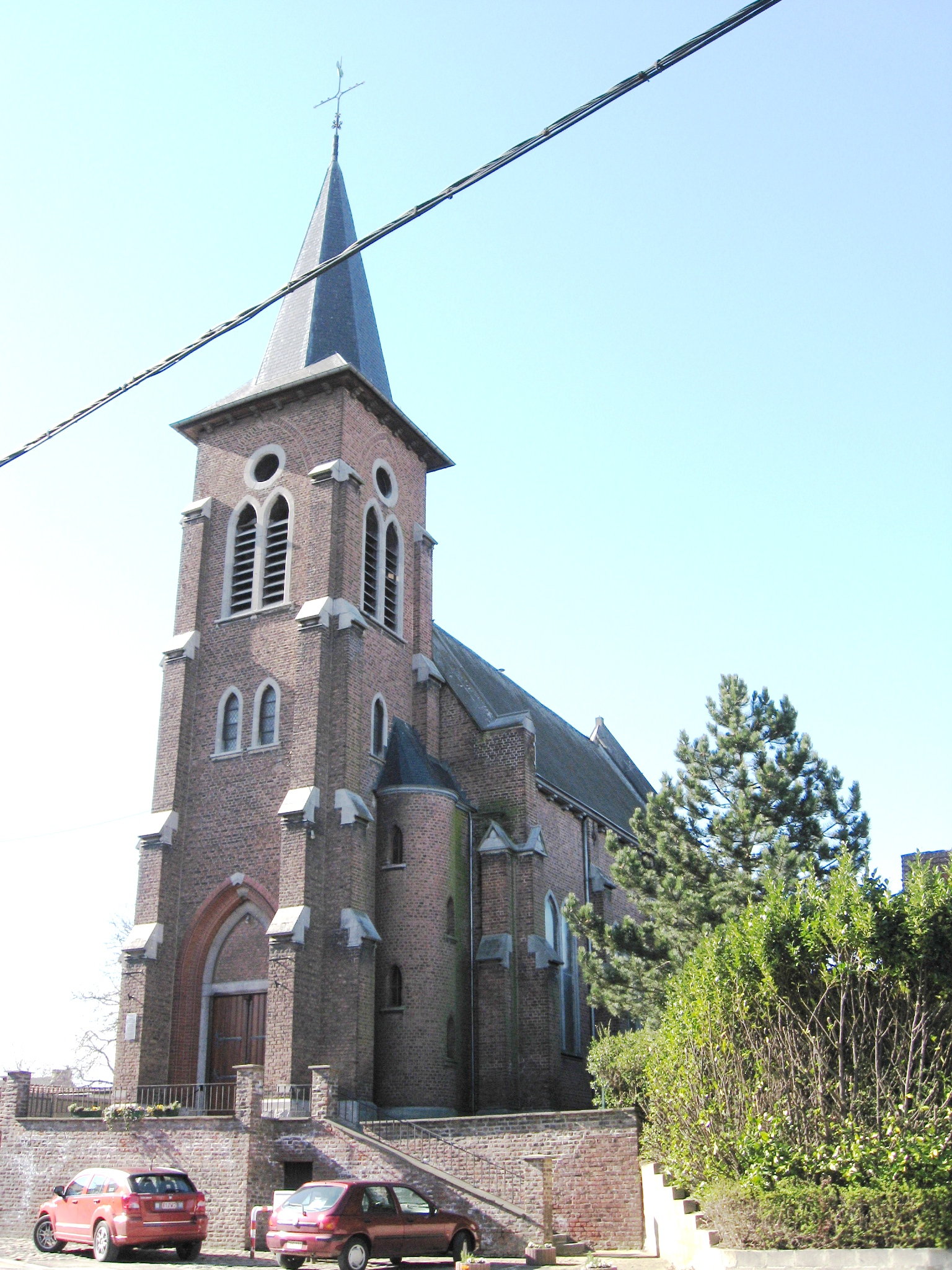
Sint-Pieterskerk

De Sint-Pieterskerk (Église Saint-Pierre) is de parochiekerk van Hognoul in de Belgische provincie Luik.

## Geschiedenis
Einde 14e eeuw was er voor het eerst sprake van een kapel in Hognoul, die ondergeschikt was aan de parochie van Villers-l'Évêque. Deze parochie was op haar beurt afhankelijk van het kapittel van Sint-Maternus (Saint-Materne), verbonden aan de Sint-Lambertuskathedraal te Luik.
In 1680 werd de kapel tot parochiekerk verheven. Deze kerk werd niet goed onderhouden door de geringe, en bovendien arme, bevolking van de plaats, en ze raakte in verval. In 1898 begon men met de bouw van de huidige kerk, die pas in 1912 werd ingezegend.
Deze kerk is anders georiënteerd dan de voorganger, namelijk met de voorgevel naar de Rue Louis Germeaux.

## Gebouw
Het betreft een bakstenen neogotisch kerkgebouw met voorgebouwde toren, welke geflankeerd wordt door een rond traptorentje. Het kerkmeubilair en de glas-in-loodvensters zijn vervaardigd in de tijd van de bouw. Het huidige hoofdaltaar is van 1965 en bevat elementen van de vroegere communiebank.